# Kryszyłowicze
Kryszyłowicze (biał. Крышылавічы; ros. Крышиловичи) – wieś na Białorusi, w obwodzie brzeskim, w rejonie hancewickim, w sielsowiecie Nacz.
W dwudziestoleciu międzywojennym leżały w Polsce, w województwie poleskim, w powiecie łuninieckim, gminie Kruhowicze.